# Братья Вальневы
Братья Вальневы — русские предприниматели, торговцы и инвесторы, внесшие значительный вклад в развитие Архангельской губернии, в частности, промышленности и торговли.

## Биография
Семейство Вальневых, происходившее из старинного емецкого крестьянского рода, проживало в Емецкой волости Архангельской губернии. Отец семейства, Иван Егорович Вальнев, был зажиточным человеком, занимался торговлей, пользовался уважением у знавших его людей. На средства Ивана Егоровича была построена Георгиевская часовня в д. Шильцево. В конце XIX века был в должности старосты Емецкой церкви. В семье было пять сыновей: Михаил (1845—1915), Фёдор (1849—1953), Дмитрий (1860—1924), Алексей (1864—?), Пётр (1865—?).
Позднее Вальневы открыли свою торговую компанию и владели торговым домом «Братья Вальневы: М., Ф. и Д.», ведший торговлю лесом с Англией, Францией, Бельгией и прочими странами.
Михаил, Пётр и Фёдор занимались сельским хозяйством, содержали несколько трактиров, магазинов и пекарен. Помимо этого, они активно занимались торговлей и заготовкой леса зимой. В 1913 году Фёдор был награжден орденом Святой Анны 3-й степени.
Дмитрий Иванович Вальнев, как и его братья, занимался лесозаготовкой и лесопилением. Он выкупил у купца Макарова лесопильный завод в Соломбале в 1896 году. В 1898 он открыл лесопильный завод на р. Маймакс, а также построен поселок для рабочих. В 1912 году в этом месте была открыта школа для детей рабочих. За 21 год на счета торгового дома Вальцевых поступило около 2 221 339 фунтов стерлингов. Для перевозки товаров и сырья использовались четыре буксирных парохода: «Компаньон», «Забава», «Емецк» «Святой Николай Чудотворец», пароход «Владимир», обслуживавший рейд завода, два пассажирских парохода, курсировавших ежедневно Архангельска до Емецка и обратно, и пристань в Архангельске.
Алексей Иванович Вальнев, потомственный почетный гражданин, занимался продажей лесоматериалов в Англии. С 1903 года — почетный блюститель Архангельского епархиального женского училища и староста училищной церкви. Являлся почётным попечителем Ломоносовской мужской гимназии и пожизненным членом Архангельского общества изучения Русского Севера. В 1908 году был назначен старостой купеческого общества в Архангельске. Был награжден серебряной медалью на Станиславской ленте, Орденом Святой Анны 3-й степени и Орденом Святого Станислава 2-й степени.

## Вклад в развитие Архангельской губернии
Семейство Вальневых внесло большой вклад в развитие образования и прочих аспектов общественной жизни Архангельской губернии. Благодаря значительным капиталовложениям, которые совершало семейство, было построено множество заведений, улучшивших жизнь местного населения.
В 1915 году один из братьев, Дмитрий, отдал свой дом под школу. Позднее, в 1914-16 гг., было построено двухэтажное здание для размещения в нем школы в центре Емецка. Здание школы грамоты в Обозерском приходе было построено и открыто в 1896 году на деньги Михаила Ивановича Вальнева. В 1895 году Вальневы выделили средства на строительство двухэтажной богадельни, в которой жили одинокие женщины и девочки-сироты. Михаил Иванович так же помог отстроить дома для священника и псаломщика, а стараниями Дмитрия Ивановича была отремонтирована Ильинская церковь Обозерского прихода.
Особенное внимание уделялось Емецкой Богоявленской церкви. В 1897 году на деньги купцов Вальневых был отлит 5-тонный колокол, украсивший колокольню. При храме постояло содержался хор, деньги на который завещал Петр Иванович.
Федор Иванович воздвиг на Емецком кладбище деревянную Святодуховскую церковь.

## Советское время
Советская власть приняла решение национализировать все имущество семейства Вальневых. Завод на Маймаксе ни разу не останавливался и продолжал работать и после прихода революционеров. На сегодняшний день он известен как завод №25 и является одним из ведущих в России. В наши дни все еще стоят два купеческих дома в Емецке — Дмитрия и Федора Вальневых. После Революции Дмитрий Иванович и Алексей Иванович эмигрировали в Европу, первый во Францию, второй — в Англию. Федор Иванович скончался в Советском Союзе 1935 году и похоронен у алтаря Ильинского кафедрального собора.

## Память
В наше время в Емецке в память о братьях на домах, ими построенных, были установлены мемориальные доски. Открытие состоялось 7 июля 2012 года.
Потомки: По линии Фёдора Вальнева в России проживают его потомки. В г. Архангельск его правнучка - заслуженный учитель России русского языка и литературы Татьяна Трофимова (урождённая Паршева), а также в Великом Новгороде праправнучки Любовь Кузьмина и Татьяна Завьялова (урождённые Паршевы).